# Rakitnica (Prača)
Die Rakitnica (serbisch-kyrillisch Ракитница) ist ein linker Nebenfluss der Prača im östlichen Bosnien und Herzegowina.
Der Fluss entspringt aus einer Talwand direkt unterhalb des Dorfes Šenkovići in der Gemeinde Sokolac. Die Quelle liegt auf 760 m Höhe, die Mündung in die Prača in der Nähe von Rogatica liegt 300 m tiefer bei 460 m. Der Fluss ist etwa 23 km lang und hat in seinem Lauf mehrere Wasserfälle und Stromschnellen. Im Oberlauf verläuft der Fluss im Wesentlichen von Nordwesten nach Südosten, im Unterlauf fast genau südlich. Im Unterlauf hat der Fluss eine Schlucht ausgebildet, durch die die Magistralstraße M19.3 von Rogatica ins Tal der Drina führt.

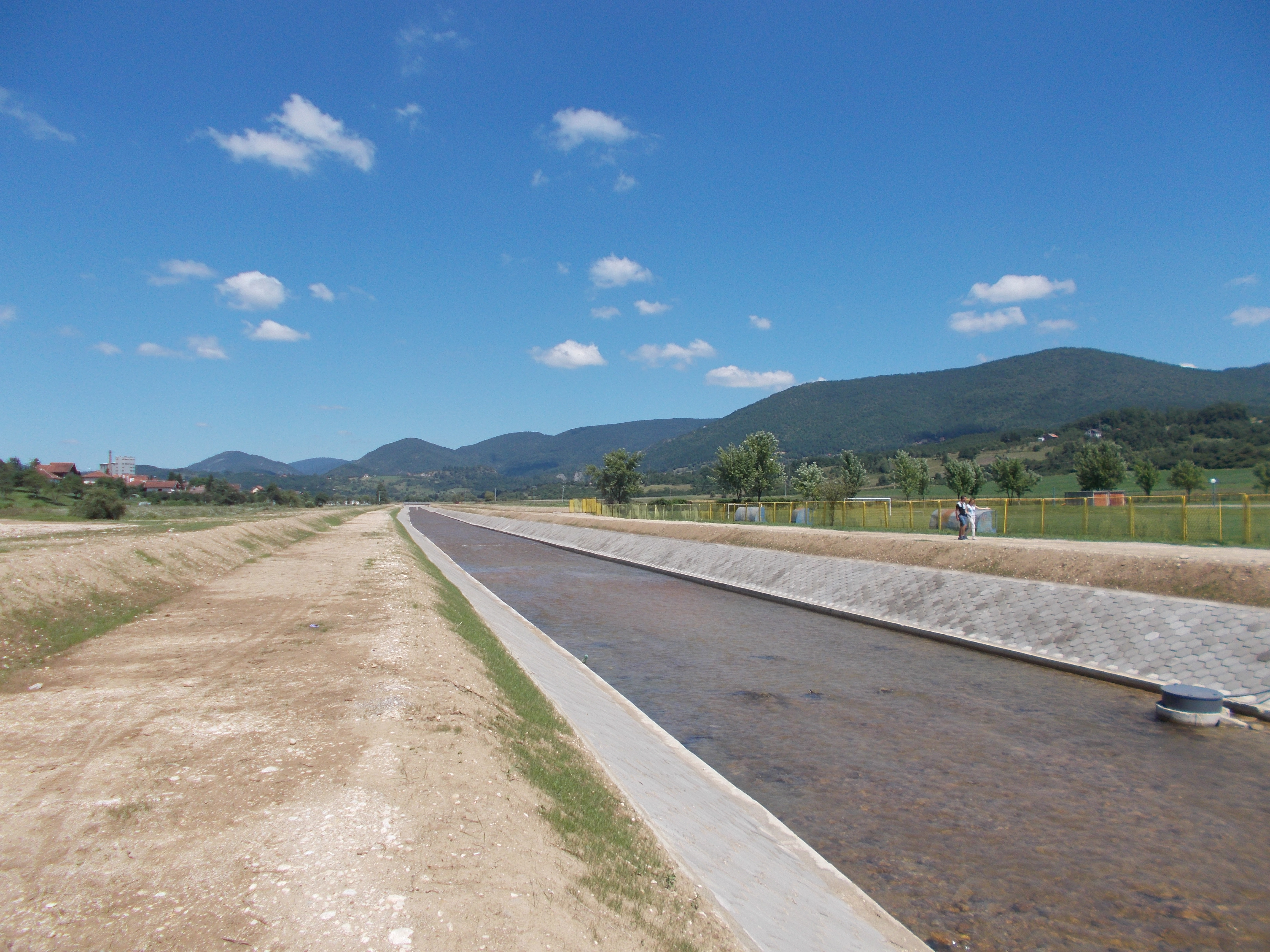
Die kanalisierte Rakitnica im Stadtgebiet von Rogatica

Schneeschmelze und starke Niederschläge führen dazu, dass der Fluss von Februar bis Mai am meisten Wasser führt, von Juni bis Dezember am wenigsten. 1878 und 1937 gab es Hochwasser, die zu großen Schäden in Rogatica führten.
Der Flusslauf durch Rogatica wurde von 1968 bis 1974 reguliert, dabei wurde eine öffentliche Badestelle eingerichtet. Diese wurde 2012 ausgebaut. 2013 genehmigte die Regierung der Republika Srpska den Bau von zwei kleinen Wasserkraftwerken. Diese Pläne sind umstritten, da befürchtet wird, dass die Trinkwasserversorgung der umliegenden Gemeinden leiden wird und ökologisch nachteilige Folgen für die Tier- und Pflanzenwelt unvermeidbar seien.
Auf dem Berliner Kongress war Österreich-Ungarn 1878 das Recht zugesprochen worden, das osmanische Bosnien-Herzegowina zu besetzen. Hadschi Loja, einer der Anführer der Widerstandskämpfer während des österreichischen Okkupationsfeldzugs, wurde am 3. Oktober 1878 schwer verwundet in der Nähe von Rogatica im Tal der Rakitnica von österreich-ungarischen Truppen gefangen genommen.